# Viktor Ahn
Pour les articles homonymes, voir Ahn.
Ahn Hyun-soo (né le 23 novembre 1985 à Séoul), plus tard connu sous le nom de Viktor Ahn ou Victor An, est un patineur de vitesse sur piste courte sud-coréen et russe.
Né en Corée du Sud, il commence à s'illustrer sur la scène internationale en 2002, malgré des résultats décevants aux Jeux olympiques de 2002. Il commence une série de cinq titres consécutifs de champion du monde de patinage de vitesse sur piste courte dès 2004 et remporte une médaille sur chaque distance aux Jeux olympiques de Turin 2006 lors du début de l'âge d'or du patinage de vitesse sur piste courte en Corée du Sud.
En 2008, blessé au genou, il ne parvient pas à obtenir une dispense des qualifications pour les Jeux olympiques de Vancouver 2010. Il choisit alors de quitter son pays et de représenter la Russie. Au sein de la délégation russe, il remporte quatre médailles dont trois médailles d'or aux Jeux olympiques de Sotchi 2014.
En 2018, il est privé de Jeux olympiques en raison de l'affaire du dopage des athlètes russes aux Jeux olympiques de 2014. Il n'est cependant pas lui-même accusé de dopage. En janvier 2019, lorsque l'enquêteur de l'AMA a repris les données de l‘institut de Moscou pour une enquête plus approfondie, les données des échantillons de nombreux joueurs ont été perdues et l'institut a été condamné. Il prend sa retraite sportive et quitte la Russie en septembre 2018. En février de l'année suivante, il revient sur sa décision et reprend l'entraînement. En avril 2020, il prend pour de bon sa retraite en raison de douleurs au genou et devient entraîneur en Chine puis en Corée du Sud, ce qui crée la polémique dans son pays d'origine.
Il détient plusieurs records dans sa discipline, dont celui du premier athlète à avoir remporté une victoire dans chaque distance olympique, celui du short-tracker le plus souvent médaillé d'or aux Jeux olympiques (six victoires) et celui du short-tracker le plus médaillé aux Jeux olympiques, à égalité avec l'Américain Apolo Anton Ohno et l'Italienne Arianna Fontana.
Il est six fois champion du monde au classement général et détient le plus grand nombre de titres aux championnats du monde de patinage de vitesse sur piste courte, à égalité avec la Chinoise Yang Yang (A).

## Biographie

### Enfance et débuts sportifs
Viktor Ahn naît le 23 novembre 1985 à Séoul sous le nom de Ahn Hyun-Soo. Il a un petit frère, Ahn Hyun-Jun, qui pratique le patinage de vitesse sur piste courte puis le patinage de vitesse, pour lequel il intègre l'équipe nationale coréenne lors de la saison 2022-2023.
À huit ans, il regarde les Jeux olympiques de Lillehammer à la télévision. À ces Jeux olympiques, le Sud-Coréen Chae Ji-hoon obtient une médaille d'or et une médaille d'argent. Il commence le short-track à l'école dans les mois qui suivent,. La discipline lui plaisant à l'école, il demande à ses parents de le laisser continuer dans cette voie.
À seize ans, Viktor Ahn mesure 1,64 m et pèse environ 54 kg : sa carrure lui permet d'être moins affecté par la force centrifuge que des patineurs plus grands ainsi que de se faufiler plus facilement entre les compétiteurs, ce qui lui donne un avantage. Il est entraîné par Kim Ki-hoon, qui lui fait suivre un programme d'entraînement de dix heures par jour incluant des exercices techniques, de vitesse et d'endurance et de l'analyse vidéo,.

### Ahn Hyun-Soo dans l'équipe nationale sud-coréenne

#### Jeux olympiques d'hiver de 2002
La carrière internationale d'Ahn Hyun-Soo commence en 2002, lorsqu'il remporte le classement général des Championnats du monde junior et termine deuxième des Championnats du monde,.
Ahn fait ses débuts internationaux aux Championnats du monde junior de patinage de vitesse sur courte piste 2002. Finissant premier dans les épreuves de relais de 1000 m, 1500 m et 5000 m, il remporte la compétition au classement général. Sa performance impressionne l'entraîneur national de l'équipe senior de l'époque, Jun Myung-kyu. Environ un mois avant les Jeux d'hiver de 2002 à Salt Lake City, Jeon le retire de ses cours au lycée pour lui faire remplacer un patineur blessé malgré l'opposition de l'Union coréenne de patinage ,.
À Salt Lake City, Ahn se qualifie pour la finale du 1 000 m. Faisant partie des favoris de la distance, après une chute controversée impliquant Apolo Ohno, Li Jiajun et Mathieu Turcotte au dernier virage, la course voit la victoire de l'Australien Steven Bradbury. Ahn échoue au pied du podium, et commence à nouer une rivalité avec Apolo Ohno. Au 1 500 m, Ahn est disqualifié en demi-finale,.

#### Début de la domination mondiale et affaire Yoon Jae-myung
Pendant la saison 2002-2003, Ahn Hyun-Soo bat le record du monde du 1 500 m et du 3 000 m et remporte les Championnats du monde senior pour la première fois.
Il les remporte à nouveau en 2004, 2005, 2006 et 2007, ainsi que le classement général des Coupes du monde de 2003-2004 et 2005-2006,,,.
Lors de l'Universiade d'hiver de 2005, Ahn aurait été agressé par Seo Ho-jin. En 2014, Seo déclare ne pas avoir dépassé le stade du bizutage et que l'essentiel des accusations est faux, tandis que Ahn affirme avoir été rossé. Seo est expulsé de l'équipe nationale et Yoon Jae-myung, entraîneur de l'équipe pour cette compétition, est licencié pour trucage de matchs. Seo réintègre l'équipe nationale pour les Jeux olympiques d'hiver de 2006 l'année suivante, tandis que Yoon reprend son poste. En signe de protestation, Ahn refuse de s'entraîner au sein de l'équipe nationale en 2005,,. L'entraîneuse de l'équipe nationale féminine Chun Jae-Su, Choi Eun-kyung, Ahn, leurs familles et leurs entraîneurs personnels tiennent une conférence de presse le 14 juillet 2005 pour protester contre le retour de Yoon comme entraîneur en chef de l'équipe nationale. Ils exigent la démission de l'ensemble des cadres de la fédération et annoncent leur départ de l'équipe nationale. Le 28 juillet, Chun et Yoon sont tous deux licenciés. Song Jae-geun est nommé pour entraîner l'équipe masculine et l'ancien entraîneur adjoint de l'équipe masculine Park Se-woo devient entraîneur de l'équipe féminine.

#### Jeux olympiques d'hiver de 2006
Ahn est quadruple médaillé olympique aux Jeux olympiques d'hiver de 2006. Il obtient une médaille d'or au 1 500 m, au 1 000 m et au relais, ainsi que le bronze au 500 m. Il bat aussi le record olympique du 1 000 m, ainsi que le record olympique du relais du 5 000 m avec Lee Ho-Suk, Seo Ho-Jin, Oh Se-Jong et Song Suk-Woo. Au 500 m, le vainqueur est l'Américain Apolo Ohno.
Ahn est le seul athlète de ces Jeux olympiques, tous sports confondus, qui est monté quatre fois sur le podium. Il devient le premier patineur de vitesse sur courte piste à remporter une médaille dans toutes les distances lors d'une seule session des Jeux olympiques, ainsi que le premier homme sud-coréen à remporter au moins 3 médailles en une seule édition des Jeux olympiques d'hiver.
Lors de la finale du relais masculin du 5 000 mètres, le Canada a une solide avance à deux tours de la fin. Finisseur de son équipe, Ahn Hyun-soo fait un dépassement remarquable depuis l'extérieur, permettant à l'équipe sud-coréenne de remporter la victoire,,. Une fois que le relais masculin se dirige vers l'entraîneur de l'équipe masculine Song Jae-kun et s'agenouille devant leur mentor, le commentateur sportif Lee Joon-ho, Ahn part remercier seul l'entraîneur de l'équipe féminine Park Sae-Woo,,.

#### 2006 - 2008: conflits entre patineurs
Après les Jeux olympiques de 2006, Ahn remporte les Championnats du monde de 2006 à Minneapolis. Bien qu'il ait été disqualifié en finale des épreuves de 500 m et 3 000 m, ses victoires au 1 000 m et 1 500 m lui permettent de garder son titre avec 68 points, suivi de son compatriote Lee Ho-suk avec 60 points. Il devient le premier patineur masculin sur courte piste à remporter successivement quatre titres mondiaux, Yang Yang (A) l'ayant déjà fait chez les femmes.
Aux Championnats du monde de 2006 à Minneapolis, Ahn et Lee Ho-suk entrent en collision lors de la finale du 3 000 m. L'incident aggrave les tensions au sein de l'équipe. Son père, Ahn Ki-won, prend bruyamment à parti le vice-président de l'Union coréenne de patinage Kim Hyung-Beom à leur retour à l'aéroport international d'Incheon, lui reprochant d'avoir conspiré avec d'autres patineurs pour priver Ahn de son titre mondial. Ahn père finit par gifler Kim. Le grand public coréen découvre à cette occasion que Ahn s'entraîne avec l'équipe nationale féminine en raison de conflits avec l'entraîneur des hommes, et que les patineurs de l'équipe nationale refusent de dîner dans la même pièce ou d'être assis ensemble dans l'avion. Ahn et Lee, qui sont amis d'enfance et ont partagé un dortoir l'année précédente, ne s'adressent presque plus la parole,,. Ahn indique alors sur son site personnel qu'il envisage de quitter le sport en raison de la tension devenue trop forte. L'Union coréenne de patinage déclare qu'à partir de la saison suivante, les équipes masculine et féminine seront unies sous un entraîneur-chef unique pour prévenir ce genre de rivalités.
Malgré les conflits, Ahn continue sa domination mondiale. Il remporte son cinquième championnat du monde en 2007 à Milan en gagnant le 1 000 m et le relais avec ses coéquipiers Sung Si-bak, Song Kyung-taek et Kim Hyun-kon. Il se place deuxième du 3000 mètres derrière Song et prend le bronze au 500 mètres et au 1500 mètres. Il devient alors le premier homme à remporter cinq championnats du monde consécutifs,.

#### 2008 - 2010: complications et départ en Russie
Le 16 janvier 2008, Ahn se fracture le genou lors d'une chute à un entraînement de l'équipe nationale à Taeneung. La clôture a gelé en raison d'un défaut de conception et n'amortit pas la chute comme elle est censée le faire,,. Il subit quatre opérations en 15 mois,. Pendant cette période, il rate les qualifications pour les Jeux olympiques de 2010. Au cours de la saison 2010-2011, Ahn est commentateur de patinage de vitesse sur piste courte pour SBS Sports,.
Avant les essais de l'équipe nationale, son club local de Seongnam fait faillite et est dissous, et Ahn doit s'entraîner par ses propres moyens,. Il participe aux qualifications de l'équipe de Corée du Sud en avril 2011 et y remporte le 500 mètres. Après cette compétition, Ahn annonce qu'il va déménager en Russie pour pouvoir se concentrer sur son sport. Ahn ne connaît pas le russe et n'a aucun lien familial avec la Russie. Il dit avoir envisagé de concourir pour les États-Unis mais avoir constaté que la naturalisation russe, essentielle pour les compétitions internationales, est beaucoup plus facile à obtenir.
Alexeï Kravtsov, président de la fédération russe de patinage, dit avoir reçu un appel téléphonique de Corée juste avant la naturalisation d'Ahn lui disant qu'Ahn cause beaucoup de problèmes en Corée du Sud et qu'ils ne devraient pas le recruter. Kravstov ignore l'appel, et le président russe Dmitri Medvedev a signé l'ordonnance d'acquisition de la citoyenneté russe le 28 décembre 2011. Lors de sa naturalisation, Ahn choisit le prénom Viktor dont il explique qu'il dérive du mot victoire et rend hommage à Viktor Tsoi, une rock star soviétique d'origine coréenne,.

### Viktor Ahn dans l'équipe nationale russe

#### Jeux olympiques d'hiver de 2014
Aux Jeux olympiques d'hiver de 2014, le 10 février, Ahn prend la médaille de bronze au 1500 m, qui devient la première médaille en patinage de vitesse sur piste courte jamais gagnée par la Russie. Le 15 février, Ahn remporte ensuite la première médaille d'or russe en piste courte, remportant l'épreuve du 1000 m et menant au passage le premier doublé russe de la discipline avec Vladimir Grigorev, qui devient au passage le plus vieux médaillé olympique de la discipline à 31 ans.
Le 21 février, Ahn remporte sa septième médaille, dont la cinquième d'or, en remportant le 500 m. Avec cette médaille d'or, il devient le premier patineur sur piste courte à remporter l'or à chacune des quatre distances olympiques de l'époque. Il devient aussi le patineur de vitesse sur piste courte avec le plus de médailles d'or olympiques, qu'il élève à six quelques heures plus tard avec une victoire en relais de 5000 m. Ces huit médailles font de lui le short tracker le plus médaillé des Jeux, à égalité avec Apolo Ohno,,.
Sa victoire crée une polémique en Corée : l'opinion populaire exige que l'Union coréenne de patinage justifie la naturalisation d'Ahn, au point que la présidente du pays Park Geun-hye ordonne une enquête sur la question. Contrairement à ce que veut la rumeur, Ahn soutient qu'il n'a pas déménagé en Russie à cause de rivalités ou de tensions mais bien pour avoir accès à des meilleures infrastructures. Son père affirme l'inverse, ce qu'Ahn dénonce en ajoutant que les médias tentent de créer artificiellement des tensions entre les patineurs sud-coréens et Ahn,,.

#### Après Sotchi
Lors des Championnats du monde de piste courte 2014 organisés un mois après les Jeux olympiques, Ahn remporte le 1 000 m et termine troisième du 3 000 m, gagnant son sixième titre mondial avec 63 points. Il devient le premier homme à remporter six championnats du monde dans ce sport,, égalant le record de Yang Yang (A) qui les avait cependant tous remportés à la suite.
Après cette saison, Ahn devient entraîneur à temps partiel tout en continuant à s'entraîner,,.
Il remporte plusieurs médailles dans le circuit de Coupe du monde 2014-2015 à Salt Lake City et Erzurum, et aux Championnats d'Europe 2015, il remporte le 500 m, une 2e place au 3000 m et la deuxième place du classement général,.
Il rate la saison 2015-2016 en raison de problèmes au genou et de la grossesse de sa femme,,, Woo Nari,, qu'il a rencontrée en Corée du Sud lorsqu'elle était membre de son fan club,. Leur fille, Jane, naît en décembre 2015. Après les championnats du monde de 2016,, auxquels il ne participe pas, il dit faire du renforcement musculaire pour soulager sa douleur au genou, des médecins l'ayant prévenu qu'une autre opération mettra un terme à sa carrière.

#### Suspension aux Jeux olympiques de 2018
Ahn termine 7e au général aux Championnats du monde de 2017,. Il remporte le bronze au 500 m et l'argent au relais aux Championnats d'Europe de 2017 puis remporte l'argent au 500 m aux Championnats d'Europe de 2018,.
En 2017, à la suite de l'exclusion de la Russie des Jeux olympiques de 2018, il annonce qu'il participera aux Jeux en tant qu'athlète olympique indépendant si la Russie ne lui demande pas de boycotter les Jeux. Il ajoute : « Je me prépare à ces Jeux depuis quatre ans, je ne peux pas laisser tomber ». La Corée du Sud, où se déroulent les Jeux olympiques de 2018, est son pays d'origine, et il suit une préparation psychologique intensive pour affronter les réactions du public.
Quelques semaines avant le début des Jeux olympiques, Ahn est un des 111 sportifs interdits de participation par le Comité international olympique en raison de l'affaire du dopage russe. Il n’a jamais été testé positif pour dopage. Cependant, en plus des 43 athlètes formellement inculpés par la commission Oswald du CIO à l’époque, d’autres athlètes ont aussi été suspendus peu de temps avant les Jeux olympiques à la suite des soupçons de l’Institut antidopage de Moscou. À l’époque, le CIO n’avait pas donné de raisons individuelles pour leurs interdictions, contrairement aux 43 qui avaient clarifié les raisons lorsque la Commission Oswald les avait inculpés. Et le CIO, qui a annoncé la liste des athlètes russes participant et banni des Jeux olympiques, a déclaré qu’il avait donné l’autorisation de participer aux J.O uniquement aux athlètes qui n’avaient aucune suspicion,.
« Le fait de ne pas faire partie de la liste ne signifie pas nécessairement qu’un athlète s’est dopé. Le CIO mènera d’autres enquêtes sur les athlètes qui n’étaient pas sur la liste »,
Il fait appel, arguant n'avoir jamais été contrôlé positif et accusant le CIO de ne pas lui fournir de raisons concrètes pour son bannissement,. Sa demande n'est pas entendue à temps par la commission d'enquête, ce qui le prive de ces Jeux Olympiques, puis le CIO bannit l'intégralité des sportifs russes, réglant la question pour de bon,.
L’AMA décidera de réintégrer la RUSADA à la condition de fournir des données de l’Institut antidopage russe pour une enquête plus approfondie. Cependant, lorsque les enquêteurs de l’AMA ont reçu les données de l’Institut en janvier 2019, les données de nombreux sportifs étaient manquantes ou détruites. Par conséquent, les sanctions pour violation des règles antidopage par la RUSADA ont été maintenues. Et grâce à des enquêtes médico-légales, l’AMA récupérera les données modifiées ou supprimées de nombreux athlètes. Et l’enquête du LIMS a également permis de dénoncer des médaillés olympiques et des champions du monde,, Selon le rapport de l’AMA en 2023, plus de 200 athlètes russes ont été poursuivis et condamnés. Cependant, la raison spécifique de la suspension de Viktor Ahn des Jeux olympiques n’a pas été révélée. En juin 2022, l’UIP a mis fin à son enquête sur les athlètes russes dans le laboratoire de l’Institut de Moscou,.

### Fin de carrière de patineur
Ahn refuse une proposition d'entraîner l'équipe russe et annonce son intention de rentrer vivre en Corée du Sud,. Le 5 septembre 2018, Alexeï Kravstov, président de la Fédération russe de patinage, annonce que Viktor Ahn a pris sa retraite et quitté le pays. Ahn participe à l'émission de télé-réalité sud-coréenne Real Man 300,, De 2017 à 2018, il participe à l'émission de télé-réalité sud-coréenne The Return of Superman. Il patine encore et entraîne des sportifs à l'Université nationale du sport de Corée.
En février 2019, Ahn décide à nouveau de concourir en tant qu'athlète,. Il prend l'argent aux 500 m et 1000 m avant de remporter l'or dans la nouvelle épreuve de relais mixte, et le relais masculin de 5 000 m avec la Russie,.
En avril 2020, Ahn annonce que son genou le fait souffrir et qu'il met enfin un terme à sa carrière de patineur,.

### Carrière d'entraîneur
En 2018, Ahn se voit offrir un poste d'entraîneur pour l'équipe nationale chinoise de patinage de vitesse par Wang Meng, avec qui il a patiné en 2002. S'il l'a refusée en 2018, il accepte bien l'offre fin 2019,. Il est entraîneur adjoint de Kim Sun-tae, entraîneur des Chinois pour les Jeux olympiques d'hiver de 2022 et des Sud-coréens aux Jeux olympiques d'hiver de 2018. Entraînés par Ahn, les patineurs chinois remportent deux médailles d'or, une médaille d'argent et une médaille de bronze à Pékin,. Son style d'entraînement consiste à patiner avec les athlètes tout au long des séances, afin qu'ils puissent apprendre en l'imitant,.
Lorsque des patineurs coréens ont été disqualifiés lors des demi-finales du 1000 m masculin, une polémique naît en Corée du Sud au sujet de l'arbitrage des épreuves de patinage de vitesse sur piste courte. Ahn, filmé en train de féliciter son équipe pour avoir remporté l'or au relais mixte de 2000 m devant les Coréens, reçoit un harcèlement poussé en ligne,,. Ahn refuse de s'exprimer dans les médias coréens pendant un mois, expliquant plus tard avoir voulu éviter d'ajouter à la polémique,.
Après les Jeux olympiques, Ahn refuse un renouvellement de quatre ans pour son contrat et retourne vivre en Corée, n'ayant pas vu sa famille depuis un an et demi en raison de la pandémie de Covid-19.
Entre 2022-2023, le président de la Fédération russe de patinage lui propose le poste de conseiller auprès de la Fédération russe de patinage. Cependant, il rejette la proposition en raison des objections de sa femme,. En 2023, selon les médias coréens publiés par la Fédération coréenne de patinage, il a entraîné des athlètes participant aux sélections de l’équipe nationale de la Corée du Sud puis il a reçu une formation d’entraîneur de la Fédération coréenne de patinage après les Jeux olympiques de Pékin 2022,. Fin 2023, il est entraîneur à l’Université nationale du sport de Corée,.

## Prix et distinctions

### Records

#### Records de palmarès
En 2006, il devient le premier Coréen à gagner plus de deux médailles en une session de Jeux olympiques. En 2014, il est le premier patineur russe à gagner une médaille olympique. Il est aussi le premier patineur de vitesse sur piste courte à obtenir une médaille d'or olympique dans chaque distance, et le patineur de vitesse sur piste courte détenteur du plus de médailles d'or olympiques de tous les temps, à égalité avec l'Américain Apolo Anton Ohno et Arianna Fontana.
Il est six fois champion du monde au général, et il détient le plus grand nombre de titres aux Championnats du monde de patinage de vitesse sur piste courte à égalité avec la Chinoise Yang Yang (A),.

#### Records du monde
- 1 500 m : Record du monde à 2:10.639 s du 23 octobre 2003 au 10 décembre 2011[140]
- 3 000 m : Record du monde à 4:32.646 du 7 décembre 2003 au 19 mars 2011[141]

### Distinctions
Représentant la Corée
- 2006 : <Outstanding Player Award> aux Sports Chosun Coca-Cola Sports Awards[142].

- 2006 : a été sélectionné comme <joueur du mois> par l'American Sports Academy[143]

- 2006 : ambassadeur honoraire auprès du comité de candidature des Jeux olympiques d'hiver de PyeongChang. avec Jin Sun-yu[144]

- 2008 : <Most Valuable Player award> par la Union coréenne de patinage avec Lee Kyou-hyuk et Kim Yuna[145]

- 2008 : Intronisé au Jeux olympiques Pékin de 2008  Website Hall of Fame. avec Chun Lee-kyung[146]

- 2008 : a reçu le <Men's Team Award> aux Asian Sports Awards[147].

- 2009 : ambassadeur de la Korea Sports Promotion Foundation[148]

- a été intronisé au Université nationale du sport de Corée Patinoire Hall of Fame en tant que champion Jeux olympiques d'hiver de 2006[5].

Représentant la Russie
- 2013 : Maître émérite du sport de la fédération de Russie[27],[149]

- 2014 : <Most Valuable Player> aux Jeux olympiques d'hiver de 2014 par NBC[150],[151]

- 2014 : Nommé « Athlète de l'année » par l'édition russe de GQ[27],[152]

- 2014 : Ordre du Mérite pour la Patrie, de quatrième classe et la médaille "Pour le renforcement du Commonwealth de combat" en récompense de sa performance aux Jeux olympiques de Sotchi[27],[8]

- 2014 : ambassadeur honoraire de l'Année de la visite mutuelle Corée-Russie 2014-2015[153]

- 2016 : a reçu le prix Proud Alumnus à son alma mater[154],[155].

- 2016 : a été intronisé au Sotch Hall of Fame en tant que champion Jeux olympiques de Sotchi[156]

## Palmarès

### Jeux olympiques d'hiver
| Épreuve / Édition | Salt Lake City 2002  | Turin 2006           | Sotchi 2014    |
| 500 m             | -                    | Bronze               | Or             |
| 1 000 m           | 4                    | Or                   | Or             |
| 1 500 m           | 13                   | Or                   | Bronze         |
| Relais 5 000 m    | DNS                  | Or                   | Or             |
|                   | pour la Corée du Sud | pour la Corée du Sud | pour la Russie |

### Championnats du monde
| Édition / Épreuve | Général | 500 m  | 1 000 m | 1 500 m | 3 000 m | Relais 5 000 m |
| Montréal 2002     | Argent  |        | Argent  |         | Argent  | Or             |
| Varsovie 2003     | Or      |        | Argent  | Or      | Or      | Or             |
| Göteborg 2004     | Or      |        | Or      | Or      | Or      | Or             |
| Pékin 2005        | Or      | Bronze | Argent  | Or      | Argent  | Argent         |
| Minneapolis 2006  | Or      |        | Or      | Or      |         |                |
| Milan 2007        | Or      | Bronze | Or      | Bronze  | Argent  | Or             |
| Debrecen 2013     |         | Argent |         |         |         | Argent         |
| Montréal 2014     | Or      |        | Or      |         | Bronze  |                |
| Rotterdam 2017    |         |        |         |         | Bronze  |                |

## Résultats détaillés

### Autres compétitions
- Coupe du monde
  - Vainqueur de la coupe du monde saison 2003-2004 et saison 2005-2006
  - 2e de la coupe du monde saison 2002-2003, saison 2007-2008 et saison 2013-2014
  - 3e de la coupe du monde saison 2004-2005
- Universiade
  -  Médaille d'or sur 1 500 m en 2005
  -  Médaille d'or sur 3000 m en 2005
  -  Médaille d'or sur 5000m Relais en 2005
  -  Médaille de Bronze sur 1 000m en 2005
- Championnats du monde juniors
  -  Médaille d'or au général en 2002
  -  Médaille d'or sur 1 000 m en 2002
  -  Médaille d'or sur 1 500 m en 2002
  -  Médaille d'or sur 2000m Relais en 2002
  -  Médaille de Bronze sur 1 500m S.F en 2002
- Championnats du monde équipe
  -  Médaille d'or sur équipe en 2004
  -  Médaille d'or sur équipe en 2006
  -  Médaille d'Argent sur équipe en 2003
  -  Médaille d'Argent sur équipe en 2005
  -  Médaille d'Argent sur équipe en 2007
  -  Médaille de Bronze sur équipe en 2002
- Jeux asiatiques
  -  Médaille d'or sur 1 000 m en 2003
  -  Médaille d'or sur 1 500 m en 2003
  -  Médaille d'or sur 5000m Relais en 2003
  -  Médaille d'or sur 1 000 m en 2007
  -  Médaille d'or sur 5000m Relais en 2007
  -  Médaille d Argent sur 1 500 m en 2007
- Championnats d'Europe
  -   Médaille d'or sur 5000m Relais en 2013
  -  Médaille d'or au général en 2014
  -  Médaille d'or sur 500m en 2014
  -  Médaille d'or sur 1000m en 2014
  -  Médaille d'or sur 3000m en 2014
  -  Médaille d'or sur 5000m Relais en 2014
  -  Médaille d'or sur 500m en 2015
  -  Médaille d'or sur 5000m Relais en 2015
  -  Médaille d'Argent sur 1000m en 2013
  -  Médaille d'Argent au général en 2015
  -  Médaille d'Argent sur 3000m en 2015
  -  Médaille d'Argent sur 5000m Relais en 2017
  -  Médaille d'Argent sur 500m en 2018
  -  Médaille d'Argent sur 5000m Relais en 2018
  -  Médaille de Bronze sur 500m en 2013
  -  Médaille de Bronze sur 500m en 2017